# Tony Gibson
Hamilton Bertie Gibson, mais conhecido como Tony Gibson (14 de outubro de 1914 – 22 de março de 2001) foi um psicólogo, anarquista e modelo para a Brylcreem, produto de cabelos masculino.
Em 1950, ele estudou sociologia na London School of Economics  e psicologia no Institute of Psychiatry, em Londres, Inglaterra.
Em 1970, ele fundou o departamento de psicologia Hatfield Polytechnic, a atual University of Hertfordshire. Ele foi o primeiro presidente da Sociedade Britânica de Hipnose Experimental e Clínica.